# Conservatorio Giovanni Battista Martini
El Conservatorio Giovanni Battista Martini (hasta 1945 Liceo musicale), o Conservatorio de Bolonia, es una institución superior de estudios musicales fundados a Bolonia en el 1804.
Está dedicado a la memoria de Giovanni Battista Martini.

## Directores
Desde 1945 hasta hoy el conservatorio ha tenido como directores: Guido Guerrini, Lino Liviabella, Adone Zecchi, Giordano Noferini, Lidia Proietti, Carmine Carrisi, Donatella Pieri. 